# Friese Varkenmarkt
De Friese Varkenmarkt is een straat in de Noord-Hollandse stad Haarlem. De straat ligt in de Stationsbuurt in het centrum van de stad. De straat verbindt de Hooimarkt en de Parklaan met het kruispunt Prinsenbrug, Prinsen Bolwerk en de Spaarndamseweg (Vrouwehekbrug). Ter hoogte van dit kruispunt stond tot in de 19e eeuw het Vrouwehek, dat ook wel het Friesche hek werd genoemd.
Op een kaart uit 1822 wordt de straat nog aangeduid met de naam Laan naar t' Vrouwe- of Friesche hek. Op deze zelfde kaart werd de Hooimarkt aangeduid met Vriesche Varkenmarkt of Hooimarkt. Oorspronkelijk lag de varkenmarkt dus zuidelijker. Per raadsbesluit van 14 juni 1876 werd de naam Friese Varkenmarkt voor de straat vastgelegd.
De straat is vernoemd naar de verkoopplaats voor varkens die uit West-Friesland werden aangevoerd. De weg naar West-Friesland voerde langs het Spaarne en de toegang tot de stad bij de Kloppersingel werd gevormd door het Vrouwe- of Friesche hek.
Aan de straat stond de molen Het Fortuin. Deze molen werd in 1906 afgebroken toen de verhoogde spoordijk werd aangelegd voor de spoorlijn Amsterdam - Rotterdam.